# Курінна Світлана Миколаївна
Світла́на Микола́ївна Курінна́ (нар. 10 березня 1960 року, м. Дзержинськ) — педагог, доктор педагогічних наук (2014).

## Біографічні дані
Народилася 10 березня 1960 року в Дзержинську.
У 1990 році закінчила Слов'янський педагогічний інститут, з 1995 року там і працює: з 2005 по 2008 — заступник декана факультету дошкільної освіти та практичної психології, водночас з 2006 року — завідувач кафедри дошкільної освіти.

## Наукова робота
Проводить наукові дослідження соціальної педагогіки, дошкільної освіти, теорія і методика соціально-педагогічної роботи з дітьми-сиротами в дитячому будинку.
Авторка понад 140 наукових і навчально-методичних праць, зокрема 1 персональної й 7 колективних монографій (із них 3 — закордонні), навчально-методичного посібника, комплексної освітньої програми з грифом МОН України. Під її керівництвом захищено 5 кандидатських дисертацій. Також вона очолює науково-дослідні роботи докторантів і аспірантів. Проводить науково-методичну й експериментальну роботу в закладах дошкільної освіти. Входить до складу редакційної колегії збірника наукових праць «Гуманізація навчально-виховного процесу». Результати наукових досліджень Курінної С. М. впроваджували у процес соціально-педагогічної роботи з дітьми-сиротами в м. Слов'янськ, Краматорськ, Лиман, Дружківка, Костянтинівка, Торецьк та в Харкові.

### Основні праці
За ЕСУ:
- Діти і соціум: Особливості соціалізації дітей дошкільного та молодшого шкільного віку (співавтор) / ред. А. М. Богуш. Науково-дослідний центр з проблем соціальної педагогіки та соціальної роботи АПН України, Луганський національний педагогічний ун-т ім. Тараса Шевченка. — Луганськ: Альма-матер, 2006. — 368 с. — ISBN 966-617-141-4 — Київ, 2006. — 404 с.
- Дитина — педагог: сучасний погляд. Психолого-педагогічні та соціальні аспекти сучасної та початкової освіти. / О. П. Аматьєва, Г. В. Бєлєнька, Н. В. Гавриш, В. В. Докучаєва, В. В. Желанова; Луган. нац. ун-т ім. Т. Шевченка. — Луганськ, 2010. — 492 c.
- Система соціально-педагогічної роботи з дітьми-сиротами в процесі трансформації дитячих будинків. — Слов'янськ, 2012.[3]

## Нагороди
- Грамота МОН України; почесна грамота Департаменту освіти і науки Донецької облдержадміністрації; грамота ДДПУ; грамота НАПН України.[4]